# Лаосско-филиппинские отношения
Лаосско-филиппинские отношения — двусторонние дипломатические отношения между Лаосом и Филиппинами.

## История
В конце 1955 года страны установили дипломатические отношения, после начала Войны во Вьетнаме. С 1957 по 1964 год Филиппины осуществляли Операцию Братство, в ходе которой направили в Лаос 50 специалистов (докторов, аграриев, диетологов). В 1997 году Лаос присоединился к Ассоциации государств Юго-Восточной Азии и в этом же году президент Филиппин Фидель Рамос впервые в истории посетил Лаос, где присутствовал при открытии филиппинского посольства в этой стране. В сентябре 2016 года президент Филиппин Родриго Дутерте посетил с официальным визитом Лаос для участия в саммите АСЕАН.

## Торговля
В 2011 году товарооборот между странами составил сумму 524355 долларов США. В 2012 году в Лаосе проживало 550 филиппинцев, которые были заняты в сфере образования, горнодобывающей промышленности, инженерии, сельском хозяйстве и сектор услуг. В 2016 году товарооборот между странами составил сумму 488082 долларов США, количество проживающих филиппинцев в Лаосе возросло до 1500 человек.